# 6166 Унівсіма
6166 Унівсіма (6166 Univsima) — астероїд головного поясу, відкритий 27 вересня 1978 року.
Тіссеранів параметр щодо Юпітера — 3,222.